# Fiat Punto
Fiat Punto är en mindre bilmodell, tillverkad av Fiat, som lanserades i sin första version år 1993 och ersatte då Fiat Uno. 1995 blev den Årets bil i Europa. Modellen kallas även Fiat Grande Punto och Punto Evo, beroende på årsmodell- och generation. Modellen kan storleksmässigt jämföras med exempelvis Volkswagen Polo och det var också denna som skulle bli huvudkonkurrent. Första generationen såldes med antingen tre eller fem dörrar, samt som cabriolet.  År 1999 lanserades en efterföljare med samma namn och snarlik design, men med ett nytt, blått märkesemblem. 
Ute i Europa säljs Punto fortfarande, men i Sverige har den under 2007 ersatts av den större Fiat Grande Punto. Gasversionen såldes dock fram till 2008.
Fiat Punto var vändpunkten för Fiats kvalitetsproblem, för Punto var den första Fiat på länge med rostskydd och byggkvalité i klass med konkurrenterna.

## Första generationen - Type 176 (1993-1999)

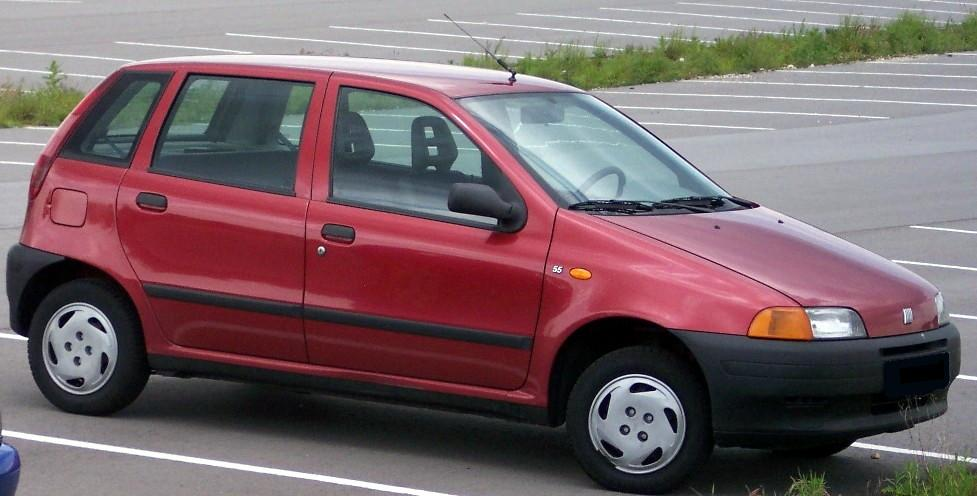
Fiat Punto - första generationen 1993-1999

1993 lanserade Fiat nya modellen Punto, som var tänkt att ersätta den allt mer föråldrade Fiat Uno. Den officiella lanseringen skedde i Storbritannien vid London Motorfair i oktober 1993. Modellen fanns tillgänglig med tre- eller fem dörrar samt en två dörrars cabriolet.
Som de flesta nya Fiat-modeller under denna period, var modellen utrustad med individuell hjulupphängning av MacPherson-typ. 
Instegsmodellen fanns tillgänglig med 1,1-liters eller 1,2-liters bensinmotorer samt en dieselmotor på 1,7-liter.
I Sverige är Punto 55 och Punto 75 vanligast av denna generation, båda med FIRE-motorer.

## Andra generationen - Type 188 (1999-2010)

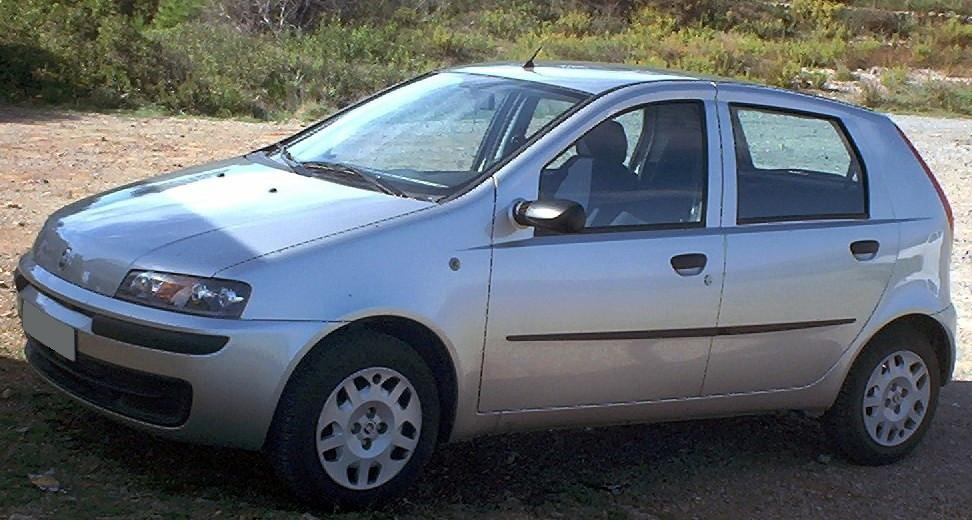
Fiat Punto - andra generationen 1999- föra ansiktslyft

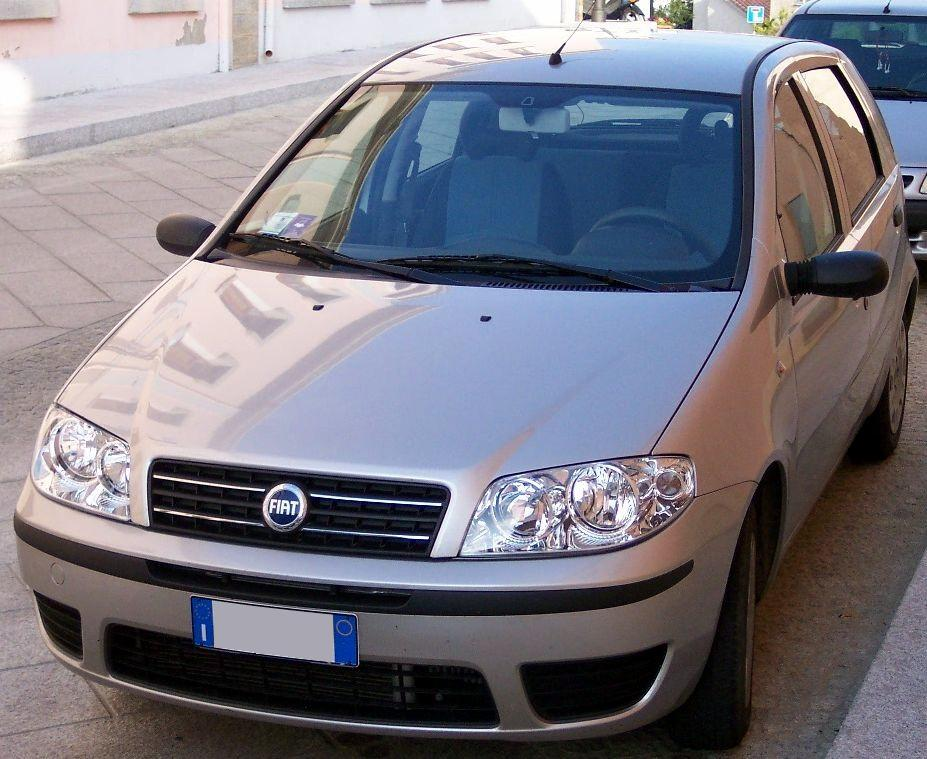
Fiat Punto - andra generationen efter ansiktslyftningen 2003

Generation två av modellserien Punto lanserades i september 1999 vid Frankfurt Motor Show. Designen var helt ny men följer den tidigare generationens designmönster. Då särskiljdes också 3-dörrarsversionen som ett mer sportigt alternativ, genom designattribut, utrustning och motoralternativ.
Denna modell var den första som fick bära Fiats runda logotyp som fanns på Fiats bilar flera årtionden tillbaka. Detta var för att fira Fiats hundraårsjubileum.
I Sverige såldes Punto 60 och Punto 80, den senare med en fyrventilsvariant av FIRE-motorn.
Sommaren 2003 fick Punto en liten ansiktslyftning med nya inredningsmaterial, nya strålkastare och baklyktor. I samband med detta presenterades också en gasdriven version, som bland annat har köpts av Göteborgs kommun. Denna har flera gånger utsetts till årets miljöbil i Sverige. Precis som övriga gas-bilar har den inte sålt i särskilt många exemplar, säkert beroende på att distributionsnätet för gas är dåligt utbyggt i Sverige.

## Tredje generationen - Type 199 (2005-2018)
Tredje generationen, The Grande Punto, premiärvisades vid Frankfurt Motor Show år 2005 och salufördes senare samma år. Modellen använder nu Fiats SCCS platform, som är en variation av General Motors Gamma Platform.

### Punto Evo
I september 2009 genomgick modellen en facelilft och fick samtidigt en namnändring till Punto Evo. Modellen fick också en ny front, förändrade bakljus samt ny interiör. 

### Punto
I januari 2012 återgick modellen till att få namnet Punto och fick samma utseende som tredje generationen, The Grande Punto.